# 伊爾-14運輸機
伊留申伊尔-14（俄语：Ил-14）是蘇聯伊留申設計局研製的双發動機客機。北约命名为 Crate。

## 開發

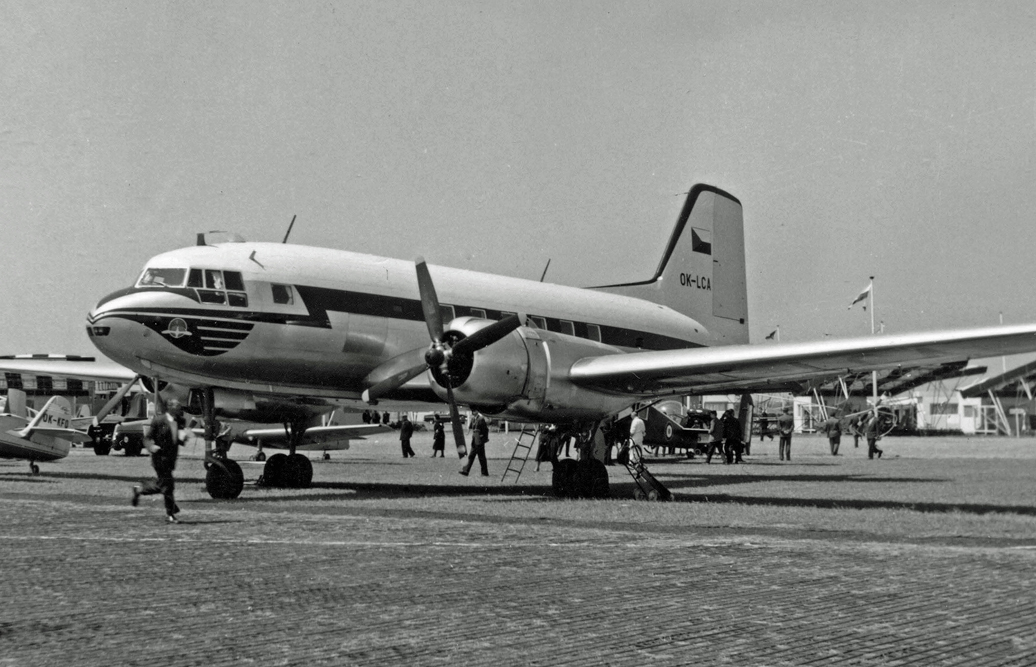
1957年巴黎航展上的伊尔-14T

用于替换苏联的里-2运输机。最初设计出的伊尔-12于1945年首飞。)但存在发动机失效后的滑翔降落性能差的问题。载荷仅18人，低于设计时的32人。
伊尔-14做了重大改进。重新设计机翼，更宽的尾翼。滑翔性能更好。 两者外部最明显的区别就是垂直尾翼伊尔-12是三角形，伊尔-14是矩形；另外，伊尔-12的排气管外露，而伊尔-14的排气管在发动机包皮内。1950年首飞。1954年开始商飞。适合用于农村与较差质量机场。伊尔-14飞机着重提高了飞机的安全性和舒适性，有较完善的除冰、防冰设备，有效防止了在机翼、尾翼和螺旋桨前缘出现的积冰现象。最有特色的设计是，它的驾驶舱挡风玻璃可以电加温，不会产生积霜而影响飞行员视线。伊尔－14飞机的仪表板上还装有航向下滑仪，配合地面的航向下滑仪，可以保证在云层高30米的复杂天气条件下安全着陆。此外，它的机舱密封性较好，即使在暴雨天气下飞行，机舱内仍能保持干燥、舒适。中国从1955年起购买了49架伊尔-14，承担专机和国内的客运、货运任务。1986年后逐步退役。
总产量1,345架：莫斯科机械厂从1956年到1958年（30厂）生产了1,065架。塔什干84厂从1954年到1958年厂生产了。东德VEB Flugzeugwerke Dresden (FWD)从1956年至1959年生产了80架。捷克斯洛伐克巴拉格Avia从1956年到1960年生产了203架。  
伊尔-14被安-24与雅克-40取代。

## 型号
- Il-14 : 基本型
- Il-14P : 商业客机
- Il-14M : 加长机身，32座
- Il-14T : 军用运输机
- Il-14G : 货机
- Crate-C : 电子战型号

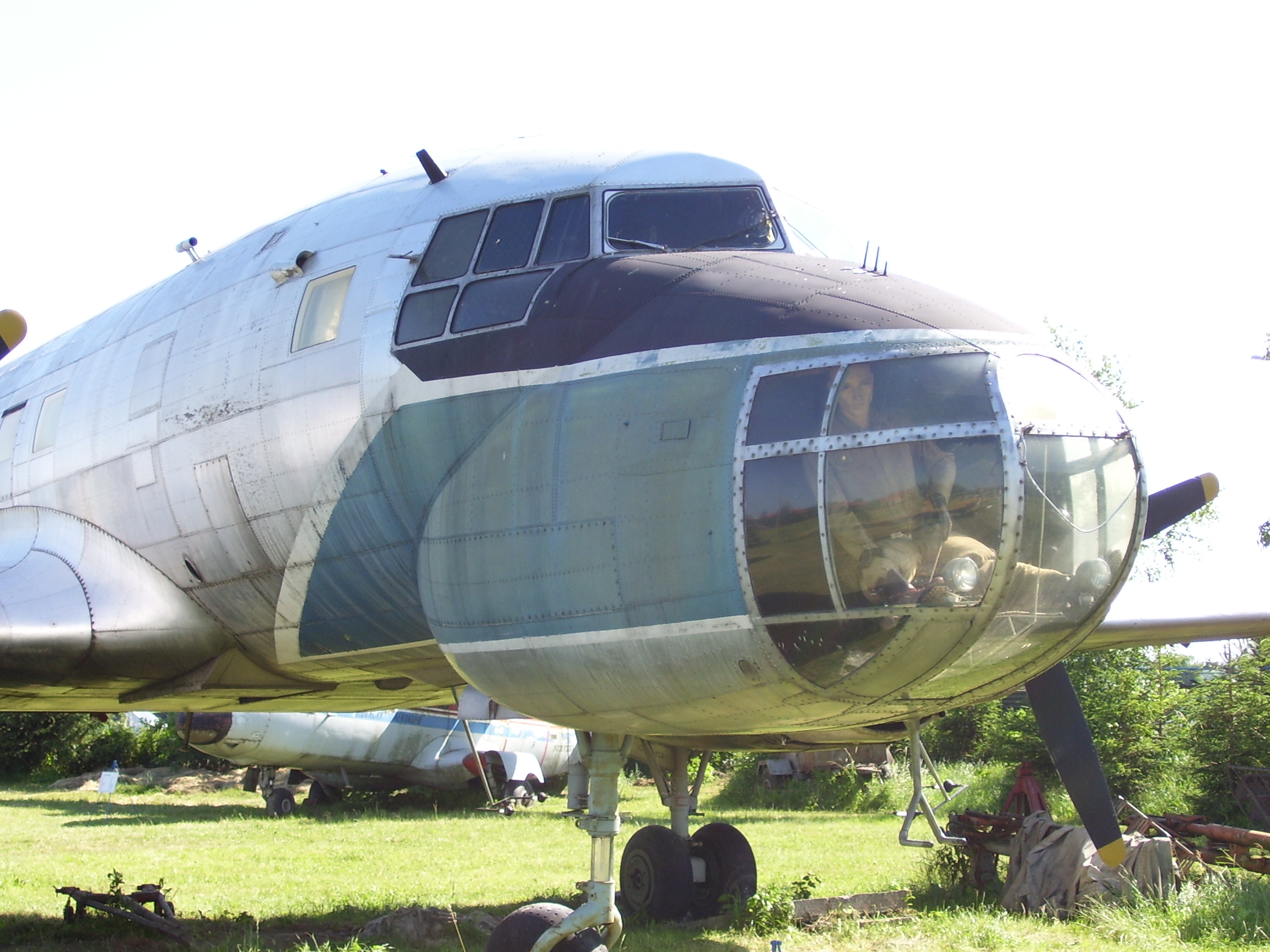
捷克Avia生产的14FG

- Avia 14 / 14P : 捷克斯洛伐克Avia（英语：Avia）制造的型号。
- Avia 14-32 : Il-14M的32座
- Avia 14-42 : 42座的加长机身。
- Avia 14T : Il-14M的货机型号
- Avia 14FG : 航空摄影
- Avia 14 Salon : 专机型号，6个独立座位与6座沙发。
- Avia 14 Super : 1960年开发的42座加压机舱。
- VEB-14 / 14P : 东德VVB Flugzeugbau（英语：EADS EFW）许可制造。
- 运六 : 中国原拟定引进开发型号。未实际开发。

## 營運者

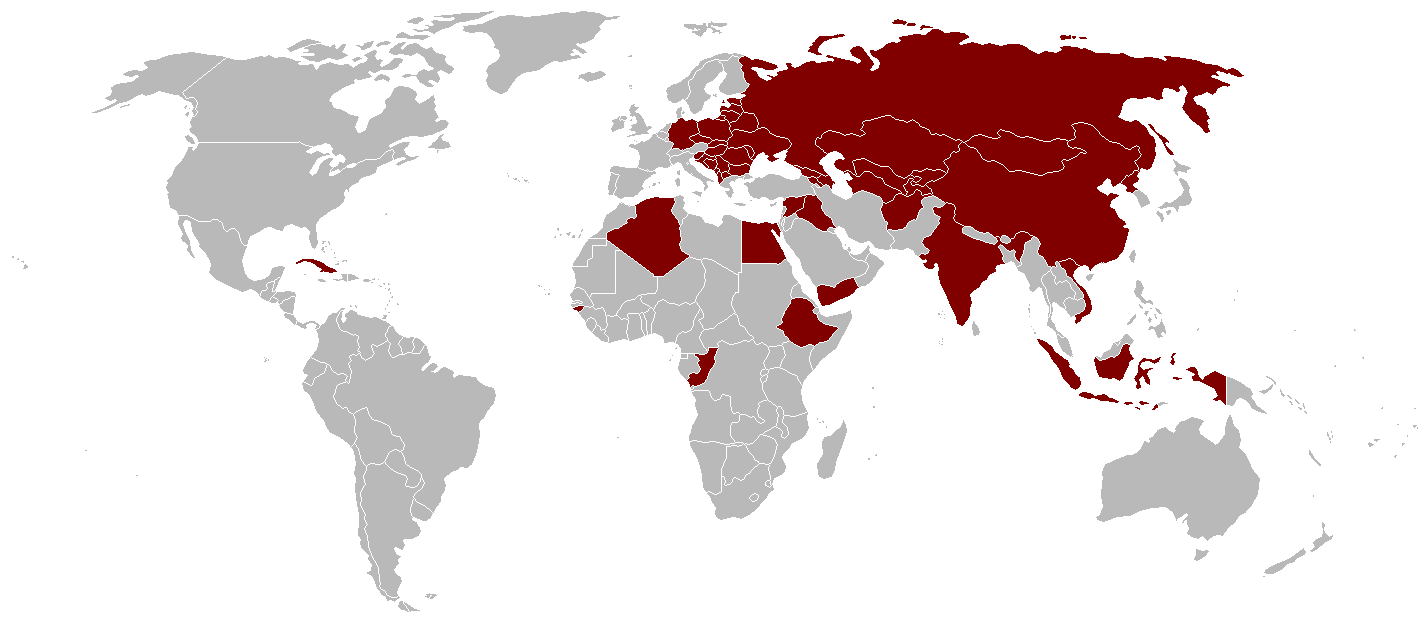
Il-14的使用国家

### 军用

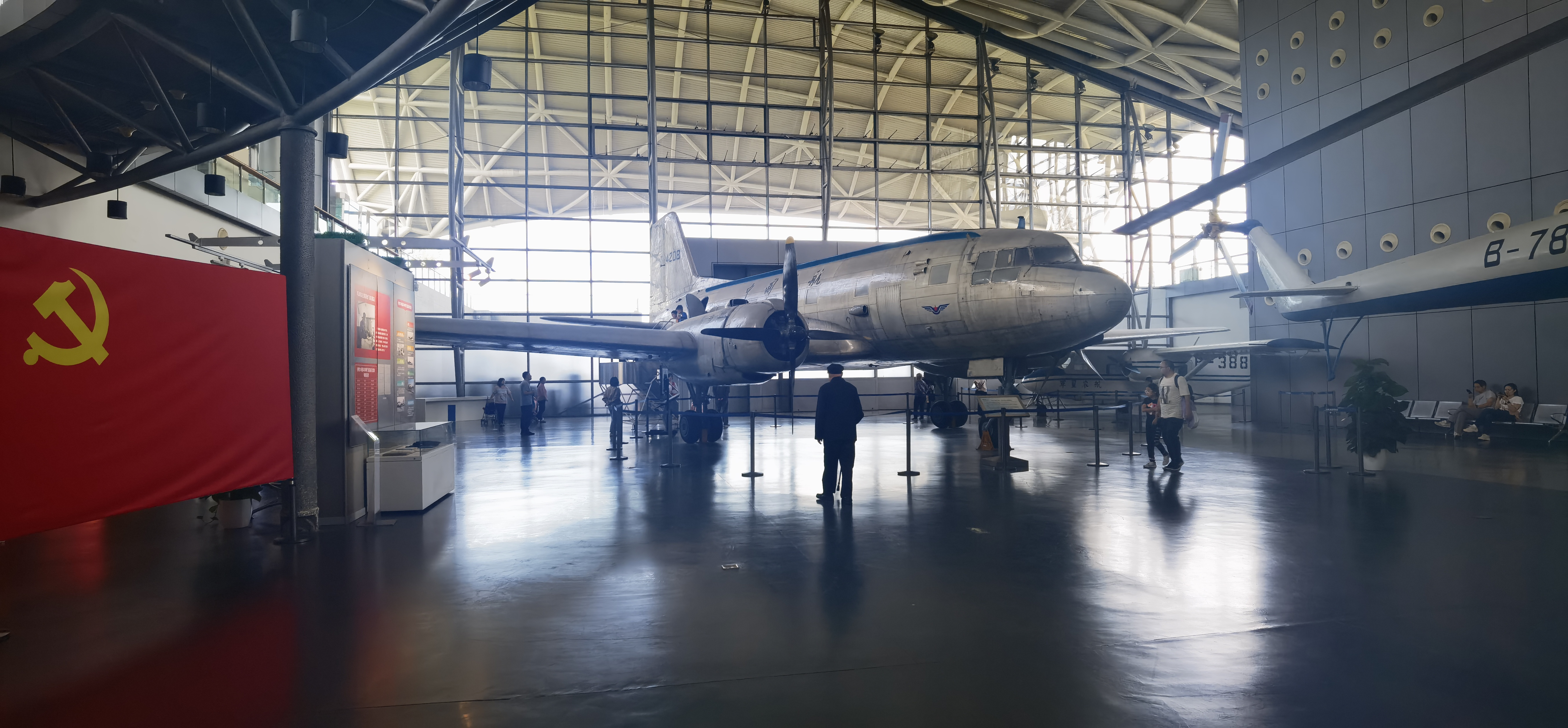
在中国民航博物馆展示的原空军的伊尔14专机，是该馆的镇馆之宝

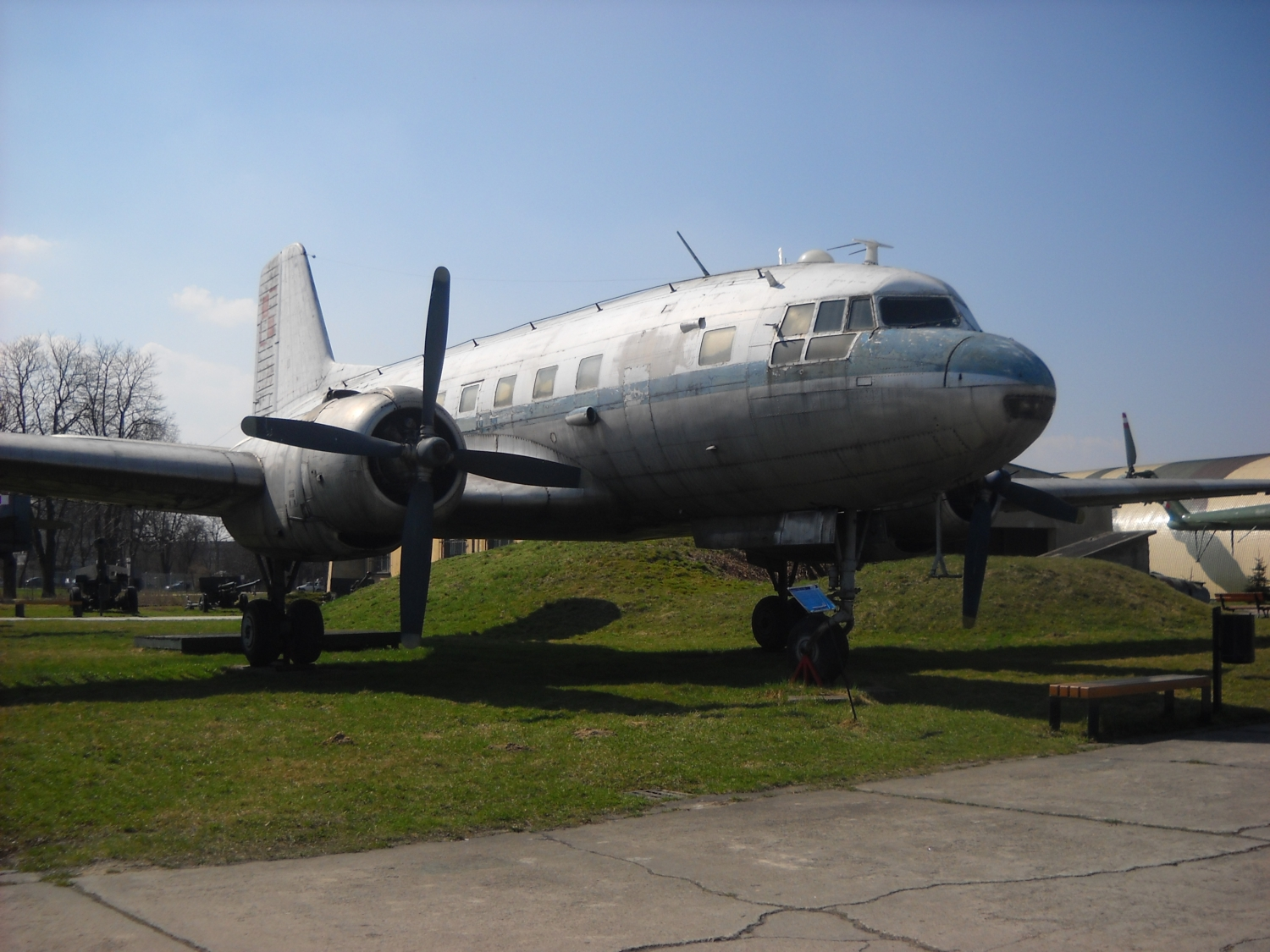
波兰空军VEB Il-14S在克拉科夫波兰航空博物馆，2011年4月3日

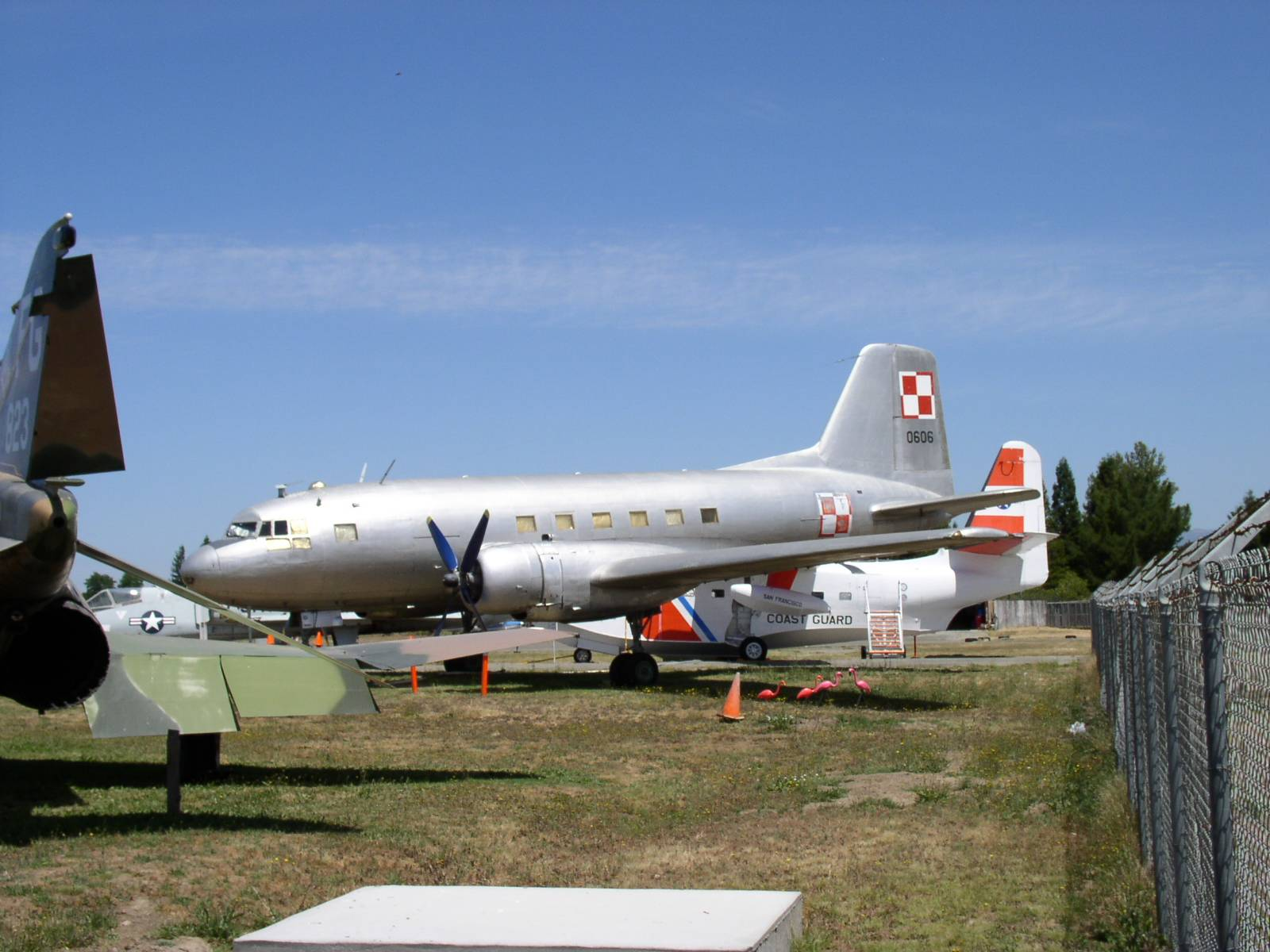
伊留申伊尔-14

阿富汗阿富汗空军。1955年获得了26架。到1979年还剩10架。
 阿尔巴尼亚阿尔巴尼亚空军。1957年有17架。此后还获得8架Il-14M ，到1979年还剩下4架。 1983年获得1架东德生产的Il-14T以及2架东德生产的Il-14P，到1996年退役。
 阿尔及利亚阿尔及利亚空军。1962年后获得12架。1979年还有4架在用。1997年全数退役。
 保加利亚保加利亚空军。1960年获得40架。1979年还有4架Il-14M。
 柬埔寨
柬埔寨空军1968年有2架Il-14。
 中国中国人民解放军空军1956年引进49架Il-14M。1985年开始退役。中原航空公司1986年接收7架。1957年，空军批准伊尔-14型飞机4208号改装为领导专机，该机由南方航空公司河南分公司于2007年捐赠给中国民航博物馆。1957年3月19日至1958年12月13日，毛泽东主席多次乘坐伊尔-14型4202号飞机。中国航空博物馆展现的伊尔-14型4202号飞机，是国家一级文物。
 刚果共和国刚果空军。1960年获得5架。1997年在役。均有在1979年報導。
 古巴古巴空军。從1961年開始交付20架，1992年交付最後一架。
 捷克斯洛伐克捷克斯洛伐克空军。1958年起有50架，大多数自1968年在国内制造。多数在捷克斯洛伐克解体前退役，小部分在解体后继续服役。
 东德国家人民军空军。交付30架飞机，起初有11架1956年造的飞机，次年在国内制造并交付19架伊尔飞机。20架服役到1979年，所有飞机于1990年退役，没有一架被统一后的德国空军接收。
 埃及埃及空军。70架飞机1955年在埃及空军服役。多数在苏联制造，但有至少一架东德制造的伊尔-14P于1957年交付。许多飞机在与以色列的战斗中被击毁，但是26架到1979年停战时幸存。从西方进购飞机后于1994年将伊尔-14退役。
 衣索比亞埃塞俄比亚空军。1965年进购2架飞机，其中一架直到1979年退役。1994年全数退役。
 4架飞机服役到1979年。
 匈牙利匈牙利空军。2架伊尔-14P在 1959至1976年间服役。
 印度印度空军。26架飞机于1955年交付。1979年全数退役。
 印度尼西亞印度尼西亚空军。22架飞机于1957年交付，1975年退役。
 伊拉克伊拉克空军。13架伊尔-14M于1958年交付，3架一直服役到1979年。最后一架在海湾战争后退役。
 高棉共和國
- 高棉空军

 2架
 蒙古国蒙古人民军空军。交付56架，6架服役到1974年。
 朝鲜人民军空军。约有15架于1958年服役，最多10架服役到1979年，最后一架于1998年退役。
 北也門北也门空军。至少6架自1958年起交付，其中一架在1979年还在服役。这一架在也门统一后继续服役。
 波蘭波兰空军。至少12架自1955年起被交付，包括苏联制造的伊尔-14P、伊尔-14S和伊尔-14T，以及东德制造的伊尔-14P和-14T。这些飞机服役到1980年代。
 羅馬尼亞罗马尼亚空军。33架于1955年交付，包括30东德制造的伊尔-14P和3架1961年交付的伊尔-14M。只有4架服役到1979年，最后一架伊尔-14M于1983年退役。到1993年没有一架飞机服役。
 南也門南也门空军。4架飞机于1966年交付，服役到1988年。
 苏联苏联空军及苏联海军航空兵。1954起服役，235架飞机服役到1979年。
 叙利亚叙利亚空军。16架飞机于1957年交付，8架飞机服役到1979年。最后一架服役到1998年。
 越南越南人民军空军。45架于1958年服役，12架飞机服役到1979年，到1998年再没有一架飞机服役。
 葉門也门空军。1架飞机1990年在也门空军服役，不久退役。
 南斯拉夫南斯拉夫空军。1架伊尔-14P 1956年由赫鲁晓夫赠与铁托，另有6架于1963年由南斯拉夫航空移交给空军，服役到1974年。赠给铁托的飞机保存在贝尔格莱德南斯拉夫航空博物馆。

### 民用
极少还在用，某些用于货机。一些航空俱乐部或发烧友维护了可飞的飞机。俄罗斯现有3架可飞。 在美国，还有一架可能性能良好的飞机可飞。
 保加利亚
- 巴尔干保加利亚航空
- 塔布索

 中华人民共和国
- 中国民航局：1955年引入伊尔-14。
  - 1956年11月17日，中国民航北京管理处飞行大队执飞伊尔-14型632和626号两架飞机，执行周恩来总理和贺龙副总理访问越南、柬埔寨和缅甸的专机任务。这是中国民航首次执行国家领导人出国访问的专机任务。
  - 民航上海管理局1959年5月31日调入3架，号码为613、662、664号；至1970年有8架伊尔14型飞机，包括608号、610号、612号、613号、652号、662号、664号、672号，674号等，1989年已经全部到寿淘汰。
  - 1976年至1985年，民航广州管理局将6架伊尔-14型飞机交由民航湖北省管理局执管，飞机编号为606、611、622、624、626、656，飞机驻南湖机场，其中611号为货机，其余均为客机。
  - 1992年10月20日，中国民用航空局航空器适航司颁发适航指令CAD92-IL14-01“暂停伊尔14飞机的飞行”。1992年12月16日颁发适航指令CAD92-IL14-02“民用伊尔14飞机全部停飞”。
- 山西航空
- 武汉航空
- 中原航空：1986年1月23日，B-4207号、B-4208号验证试飞。后接收B-4202、B-4203、B-4205号。

 古巴
- 加勒比航空
- 古巴航空——其中一架在古巴航空博物馆（英语：Museo del Aire (Cuba)）展出。[9]

 捷克斯洛伐克
- 捷克斯洛伐克航空
- 捷克斯洛伐克政府

 东德
- 汉莎航空
- 东德国际航空

 匈牙利

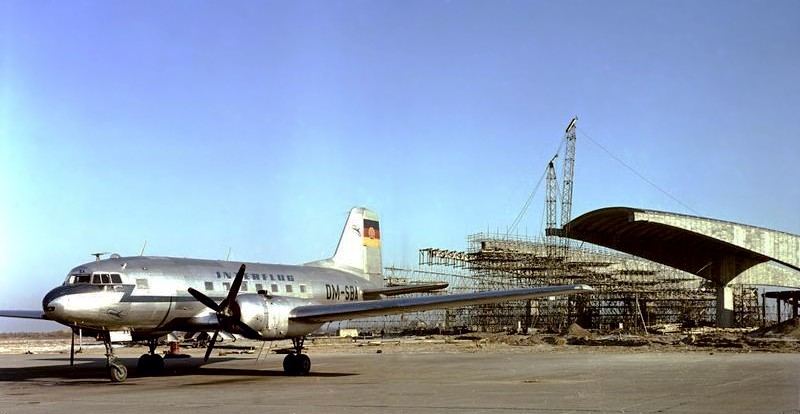
由东德国际航空营运的伊尔-14，摄于1961年

- 匈牙利航空——10架飞机自1956年起在匈牙利服役，2架属于匈牙利政府，8架属于匈牙利航空。匈牙利航空的前3架飞机在苏联制造，后5架伊尔-14P在东德制造。匈牙利航空的飞机一直服役到1970年，匈牙利政府所有的飞机于1978年退役。所有匈牙利的伊尔-14被卖到苏联用于极地飞行，最后于1990年退役。

 伊朗
- 伊朗航空

- 马里航空

 蒙古国
- 蒙古民用航空——UVS-MNR Air Mongol

- 朝鲜民航——1架伊尔-14仍在高丽航空服役。[10]

 波蘭
- LOT波兰航空——1955年至1974年间拥有20架。1架飞机在1980年代用于机场导航系统的辅助校正工作。

 羅馬尼亞
- 罗马尼亚航空

 苏联
- 苏联民航

 越南越南民航
 葉門
- 也门航空

 南斯拉夫
- 南斯拉夫航空

## 技术参数

Ilyushin Il-14

参考资料：The Encyclopedia of World Aircraft
基本信息
- 机组：Four (flight crew)
- 容量：24-32 passengers

性能

## 空難及事件
- 1958年4月5日，从成都飞往北京的中国民航成都管理处伊尔-14型632号飞机在陕西佛坪四方台山撞山坠毁，机上9名乘客及5名机组人员全部罹难，是为中国民航(CAAC)首次空难。
- 1958年4月5日　民航广州管理局第六飞行大队伊尔－14型660号飞机在衡阳附近遇滚轴云，飞机失控，随急剧上升下降气流颠簸，飞机结构受损，造成二等事故。
- 1968年12月5日，民航兰州管理局第八飞行大队伊尔-14型640号飞机执飞兰州-西安-北京航班，在北京首都机场着陆时于跑道南端1209米处触地起火造成一等事故，导致郭永怀等10人遇难[13]:288。
- 1970年11月14日　民航广州管理局第六飞行大队使用伊尔－14型616号飞机执行成都－重庆－贵阳－桂林－广州航班任务（民航广州局于当年10月1日使用伊尔－14型飞机开辟该航线），飞机在贵阳磊庄机场下降时在远台外5100米处的摆平山撞山失事，机组6人遇难，1人受伤。
- 1973年1月14日　民航成都管理局第七飞行大队使用伊尔－14型644号飞机执行成都－重庆－贵阳－桂林－广州航班任务，飞机在贵阳磊庄机场中心5度11km处岩坡失事，造成一等事故。
- 1988年10月7日，山西航空公司一架伊尔—14型B—4218号飞机，在山西省临汾市执行游览飞行任务中失事，机上旅客44名，机组4名，除4名旅客被救出以外，其他人员全部遇难，另有2名地面人员也遇难。
- 1992年10月8日武汉航空公司伊尔-14执行兰州—西安包机任务，飞机在飞行途中左发故障返航，准备备降榆中机场，后飞机在甘肃定县撞上山坡后解体。机组5人和旅客9人罹难；机组2人和旅客19人受伤。

## 比较机型
- Airspeed Ambassador

Convair CV-240 family
- HS 748
- Martin 2-0-2
- Martin 4-0-4
- Saab 90 Scandia
- Vickers VC.1 Viking

## 外部連結
- 官方網站

- An Ilyushin IL-14P on its final flight
- Ilyushin IL-14P landing at ZRH Zurich-Kloten, Switzerland （页面存档备份，存于）
- Renovation of a Hungarian Ilyushin IL-14T, HA-MAL （页面存档备份，存于）
- IL-14 at the Pacific Coast Air Museum